# Vendégmunkásút
Vendégmunkásút (németül: Gastarbeiterroute) az 1970-es évek óta német nyelvterületen használatos köznyelvi megnevezése a München és Thessaloniki/Isztambul közti útvonalnak, tágabb értelemben az egykori E5-ös európai út (London-Isztambul) hétköznapi megnevezése. Ezen az útvonalon a Németországban és Ausztriában élő jugoszláv és török vendégmunkások utaztak haza szabadságolásuk idején. Az 1970-es évektől nyaranta előforduló jelenség volt, hogy a vendégmunkások tömegesen indulnak szülőhazájukba, ami hatalmas forgalmi dugókat okozott, az akkori határátkelőhelyeken.
Akkoriban pár nap leforgása alatt 2 millió ember utazott az útvonalon.

## Útvonal

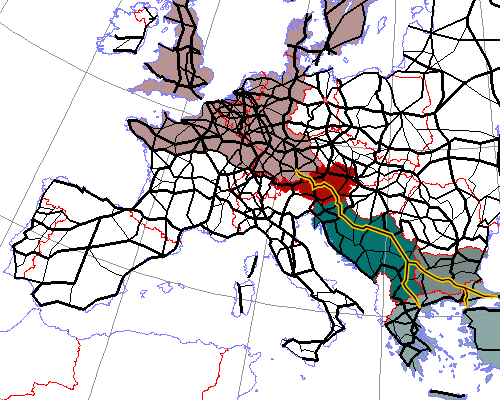
Vendégmunkásút a mai európai közúti hálózatban

Az eredeti vendégmunkásút München - Salzburg - Bischofshofen - Radstadt - Liezen - Leoben - Bruck an der Mur - Graz - Spielfeld - Maribor - Varasd - Zágráb - Belgrád - Nis útvonal volt. Nistől az út ketté vált: délre Szkopje- Thessaloniki útonvalon, délkeletre pedig Bulgária - Isztambul irányon folytatódott az út. Az útvonal ma az E 52- E 55- E 651 - E 57, E 59, E 70, E 75 és E 80-as európai utakat foglalja magában.
Alternatívaként merült fel, hogy Graz helyett Villach fele autószállító vonattal való közlekedés Böckstein és Mallnitz között. Villach után amivel a szlovén–osztrák határon a Karavankákban levő Wurzen-hágó 18%-os emelkedővel volt megközelíthető.

## Története és helyi problémák
Az első generációs vendégmunkások a második világháború utáni időszakban érkeztek az újjáépítés és a gazdasági csoda korszakában, Olaszországból és az Ibériai-félsziget térségéből. Az 1960-as években már Délkelet-Európából és főleg Törökországból toboroztak újabb vendégmunkások. A vendégmunkás forgalom mellett megnőtt a kereskedelmi tranzitforgalom is. Törökországból az NSZK, a Benelux-államok, az Egyesült Királyság, Skandináv országok és Franciaország északi része felé irányult. A kelet-közép európai térségben Ausztria és Jugoszlávia voltak az el nem kötelezett országok, ahol az átutazás és határátkelés egyszerűbb volt mint a keleti blokk országaiban.
A vendégmunkásút-jelenségre először 1969 karácsonyán volt példa, amikor a hirtelen keletkezett óriási forgalomra és az ezzel egy időben levő havazásra és jegesedére a hatóságok nem voltak felkészülve. Spielfeld/Šentiljnél az osztrák-jugoszláv határátkelőhelyen keletkezett torlódás miatti zavargás elhárítására az Osztrák Szövetségi Hadsereg 120 embert vezényelt ki, hogy a rendet fenntartsa. Az elkövetkező években az út forgalmi terheltsége egyre jobban nőtt. A legforgalmasabb napokon napi 40 ezer jármű is áthaladt. A hiányos infrastruktúra - ekkoriban 2x1 sávos utak voltak - a forgalomtól túlterhelt út és a fáradt sofőrök miatt gyakoriak voltak a balesetek. 1975-re Európában Ausztriában és Jugoszláviában történt a legtöbb halálos közúti baleset. A vendégmunkásúton a szabadságolások alatt többen haltak meg, mint az NSZK autópályáin összesen.
A helyzet az 1980-as években kezdett javulni: a vendégmunkások integrációja révén csökkent a vakációs átutazások száma emellett kiépültek a vendégmunkás-útonval mentén a nagyobb forgalmat lebonyolítani képes gyorsforgalmi utak és autópályák. Nagy változást hozott a keleti blokk megszűnése és ezzel együtt Jugoszlávia felbomlása miatt kirobbant délszláv háború. Ezeknek köszönhetően megszűnt a hagyományos értelemben vett vendégmunkásút, a háború miatt a vendégmunkások kerülő utat választottak: Ausztriából Magyarország, Románia és Bulgária felé kerültek.

### Németország
A vendégmunkások többsége Münchenen keresztül utazott, mivel ekkoriban még nem létezett a müncheni autópálya-körgyűrű, amely kelet fele elvezette volna a tranzitforgalmat, emiatt a belső kőrgyűrűt (Mittlerer Ring) voltak kénytelenek választani. Itt találkoztak össze a Hamburgból, Nyugat-Berlinből, Karlsruheből, Stuttgartból és Frankfurtból kiinduló autópályák emellett a Benelux államokból, Franciaország északi részéből, Skandináv országokból és Angliából érkező átutazó forgalom is. Ennek következtében kilométeres és órákig tartó torlódások alakultak ki. Münchentől délre az Inntali autópálya-csomópontig a Brenner-hágó felé tartó oldalon is nagy torlódások alakultak ki, mert a délkelet-európai tranzitforgalom és az Olaszországba tartó nyaralóforgalom összetalálkozott.

#### Mai helyzet
Ma már a forgalom nagy része a müncheni autópálya-körgyűrűn keresztül halad. A Délkelet-Európába irányuló tranzitforgalom pedig az A3-as autópályán haladva éri el Ausztriát, ahonnan Wels és Graz fele is halad autópálya. Münchentől délre az A8-as autópályán haladva lehet elérni a német-osztrák határt, onnan Salzburgtól az A10-es autópályán keresztül Villach, közvetve pedig Szlovénia és Horvátország érhető el.

### Ausztria
Ausztriában az 1980-as évekig a vendégmunkásút főutakon haladt át. A stájerországi szakasz volt a legveszélyesebb, hiszen a 330 km-es szakaszon évente átlagosan 5000 közúti baleset volt. A leobeni elkerülő szakaszon történt a legtöbb halálos baleset: 1965 és 1975 között a 12 km-es szakaszon 65-en haltak meg.
Hasonlóan veszélyes volt a B113-as főút, ami más néven Schober-hágói főút is volt (Schoberpass-Bundestraße B113). Az enyhén meredek úton a túlterhelt járművek gyakran előztek a 2x1 sávos szűk úton, ami miatt gyakoriak voltak a halálos kimenetelű frontális ütközések. A leobeni szakaszon a forgalom olyan nagy volt, hogy a helyi lakosság az úttesten csak az Osztrák Csendőrség emberei segítségével tudott átkelni. Ennek ellenére gyakoriak voltak a gázolások is.
Ausztria ebben az időben kezdte magát hirdetni turisztikai úti célként, a tranzitforgalom komoly problémát jelentett az országnak. Az üzemanyagok árai magasabbak voltak mint az NSZK-ban és jelentősen drágább volt mint Jugoszláviában, emiatt az átutazó vendégmunkások nem voltak motiválva arra, hogy hosszú útjuk során szálljanak meg egy éjszakára vagy megálljanak tankolni és közben pihenjenek is. Komoly problémát jelentett, hogy a vendégmunkások jelentős része hiányos közlekedési ismeretekkel rendelkezett, emiatt a Közlekedésbiztonsági Kuratórium egy kampánysorozatot indított el „Helfen wir Kolaric!” (Segítünk, Kolaric!) címmel, amiben a vendégmunkásokat jobb közlekedési morálra és kultúrára próbálták nevelni. Emellett tájékoztatókat adtak az út melletti pihenőhelyekről szerbhorvát, török, görög és egyéb nyelveken is.
Az 1960-as és 1970-es években az olaszországi turizmus fejlődése és az ország népszerű úti céllá válása miatt Ausztria fontos átutazó országgá vált, emiatt az ország az Olaszország fele levő gyorsforgalmi kapcsolatai kiépítésével foglalkozott. Ekkor kezdődött az A13-as, A2-es és az A9-es autópályák építése. Az északnyugati-délkeleti átjáróról (Salzburg-Villach-Karavankák) szoló elképzelés háttérben volt. Azonban a helyi lakosságnak már elege volt a vendégmunkások rohama miatti torlódásból és balesetekből, emiatt 1974-ben Wildonban és 1977-ben Peggauban egész pályás útlezárást tartva ülősztrájkot tartottak.
Az osztrák szakasz utolsó problémás szakasza a spielfeldi osztrák–jugoszláv határátkelő volt, ahol a jugoszláv hatóságok emberei percenként átlagosan 20 járművet engedtek át, ez a lassú ügyintézés 1974 karácsonyán 70 kilométeres torlódást okozott, ami Graztól egészen a határig tartott és 30 órás várakozási időt jegyeztek fel a végén.

## Fordítás
- Ez a szócikk részben vagy egészben  a   Gastarbeiterroute című német Wikipédia-szócikk ezen változatának fordításán alapul.  Az eredeti cikk szerkesztőit annak laptörténete sorolja fel. Ez a jelzés csupán a megfogalmazás eredetét és a szerzői jogokat jelzi, nem szolgál a cikkben szereplő információk forrásmegjelöléseként.